# John Randolph Bray
Pour les articles homonymes, voir Bray.
John Randolph Bray (25 août 1879, Détroit - 10 octobre 1978, Bridgeport, Connecticut) est un producteur américain du monde de l'animation. Il est le producteur du premier film d'animation en couleur, The Debut of Thomas Cat (en) (1920) en Brewster Color, procédé développé par Percy D. Brewster, résident à Newark (New Jersey).

## Le studio
Les J. R. Bray Studios ont produit plus de 500 films entre 1913 et 1937 principalement des films d'animation et des courts métrages documentaires. Parmi ses employés on peut noter la brève présence en 1916 de Paul Terry.
Le studio possédait plusieurs filiales 
- une filiale de loisirs, Bray Pictures Corporation qui a fermé en 1928
- la branche cinématographique a continué de produire jusqu'à la fin des années 1930.
- la branche publicitaire et éducative, Brayco qui a produit essentiellement des très courts métrages des années 1920 à sa fermeture en 1963.

Le studio était toujours en activité au début des années 1970 mais la mort de Bray en 1978 à l'âge de 99 ans sonna la fin du studio.
La Jam Handy Organization, société de Jam Handy, débuta comme une succursale des Bray Studios pour la région Chicago-Détroit, afin de fournir un service aux entreprises de l'industrie automobile. Cette société a produits des milliers de spots publicitaires pour ces entreprises et a fermé en 1983.

## Filmographie

### Comme Réalisateur
On lui doit de très nombreux films comme producteur, mais il est également l'auteur d'environ 80 films d'animation en tant que réalisateur.
(Filmographie incomplete)
- 1913 : The Artist's Dream
- 1913 : A Jungle Flirtation
- 1913 : A Wall Street Wails
- 1913 à 1917 : série des Colonel Heeza Liar